# Pacific Northwest

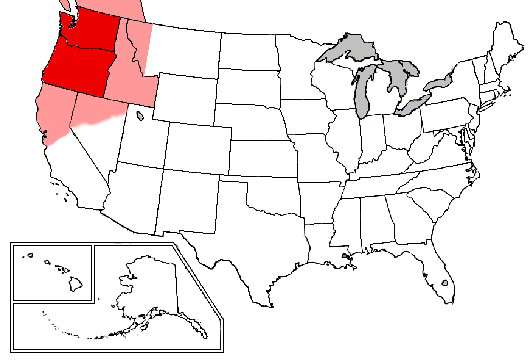
Ligging binnen de Verenigde Staten

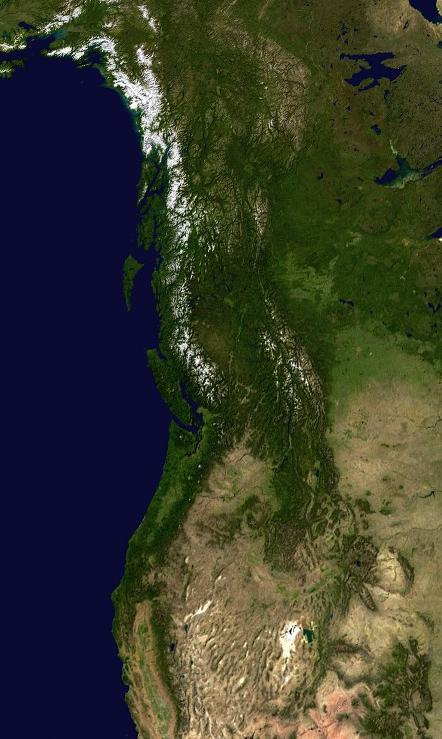
Het gebied gezien vanuit de ruimte.

De Pacific Northwest (Soms ook wel Cascadië of Cascadia) is een regio in het noordwesten van Noord-Amerika. De regio is genoemd naar de Grote Oceaan (Engels: Pacific Ocean), dit omdat een deel van het gebied aan deze oceaan grenst. De exacte begrenzing van het gebied staat niet vast. Soms worden alleen de Amerikaanse staten Oregon, Idaho en Washington (vaak ook alleen Oregon en Washington) tot het gebied gerekend, maar soms wordt het gebied ook gelijkgesteld aan de voormalige regio Oregon Country, in welk geval het gebied behalve de eerder genoemde staten ook nog delen bevat van de staten Californië, Montana en Wyoming en van de Canadese provincie Brits-Columbia.

## Geografie
De grootste steden van het gebied zijn Portland in Oregon, Seattle in Washington en Vancouver in Brits-Columbia, deze steden grenzen allemaal aan de Grote Oceaan en hebben gezamenlijk ongeveer negen miljoen inwoners. Het gebied tussen deze steden en de steden zelf zijn het dichtstbevolkte gebied van de regio. Het binnenland is een stuk minder dichtbevolkt. Er liggen verschillende gebergten in het gebied, namelijk de Coast Mountains, de Cascade Range, de Olympic Mountains, de Columbia Mountains en de Rocky Mountains. Het hoogste punt van de regio is de in de staat Washington gelegen berg Mount Rainier. Er liggen vier verschillende Amerikaans nationale parken in het gebied Crater Lake National Park in Oregon en Olympic National Park, Mount Rainier National Park en North Cascades National Park in Washington.

## Klimaat
De Pacific Northwest heeft verschillende klimaten. De delen die tussen de kust en de hooggebergte liggen hebben een zeeklimaat met redelijk veel regen. In het hooggebergte is een hooggebergteklimaat te vinden. De gebieden ten oosten van de bergen vooral in de regenschaduw van deze bergen zijn een stuk droger en hier kan men een steppeklimaat en een droog klimaat vinden. Het gebied rondom de plaats Revelstoke in Brits-Columbia heeft een klimaat, dat tussen een gematigd klimaat en een subarctisch klimaat in zit, en hoe verder men naar het noorden gaat hoe meer dit klimaat subarctisch wordt. Het klimaat van delen van Vancouvereiland wordt soms als een mediterraan klimaat beschouwd.